# AC 아작시오
AC 아작시오(Athletic Club Ajaccio, AC Ajaccio)는 프랑스 코르시카 섬의 도시인 아작시오를 연고로 하는 축구 팀이다. 이 클럽은 1910년에 창단했으며 현재 리그 1에서 활동하고 있다.
AC 아작시오는 SC 바스티아와 라이벌 관계에 있다.

## 성적
- 리그 되: 우승 2회 (1967, 2002)
- 샹피오나 나시오날: 우승 1회 (1998)
- 리그 드 코르스: 우승 9회 (1920, 1921, 1934, 1939, 1948, 1950, 1955, 1964, 1994)

## 선수 명단

### 현역
참고: FIFA 자격 규정에 따라 소속된 국가대표팀 국기를 표시합니다. 선수는 복수의 FIFA 비회원국 국적을 가지고 있을 수 있습니다.
| 번호 | 포지션 | 국적 | 이름                           |
| ---- | ------ | ---- | ------------------------------ |
| 17   | FW     |      | 에버슨 주니어 페레이라 다 실바 |
| 31   | DF     |      | 제사 아이에사                  |

| 번호 | 포지션 | 국적 | 이름 |
| ---- | ------ | ---- | ---- |

## 역대 감독
| 감독                | 임기        |
| ------------------- | ----------- |
| 뤼트 크롤           | 2006 ~ 2007 |
| 파브리치오 라바넬리 | 2013        |